# Radfordia davisi
Radfordia davisi är en spindeldjursart som först beskrevs av Radford 1938.  Radfordia davisi ingår i släktet Radfordia och familjen Myobiidae. Inga underarter finns listade i Catalogue of Life.